# Anton Geraschtschenko

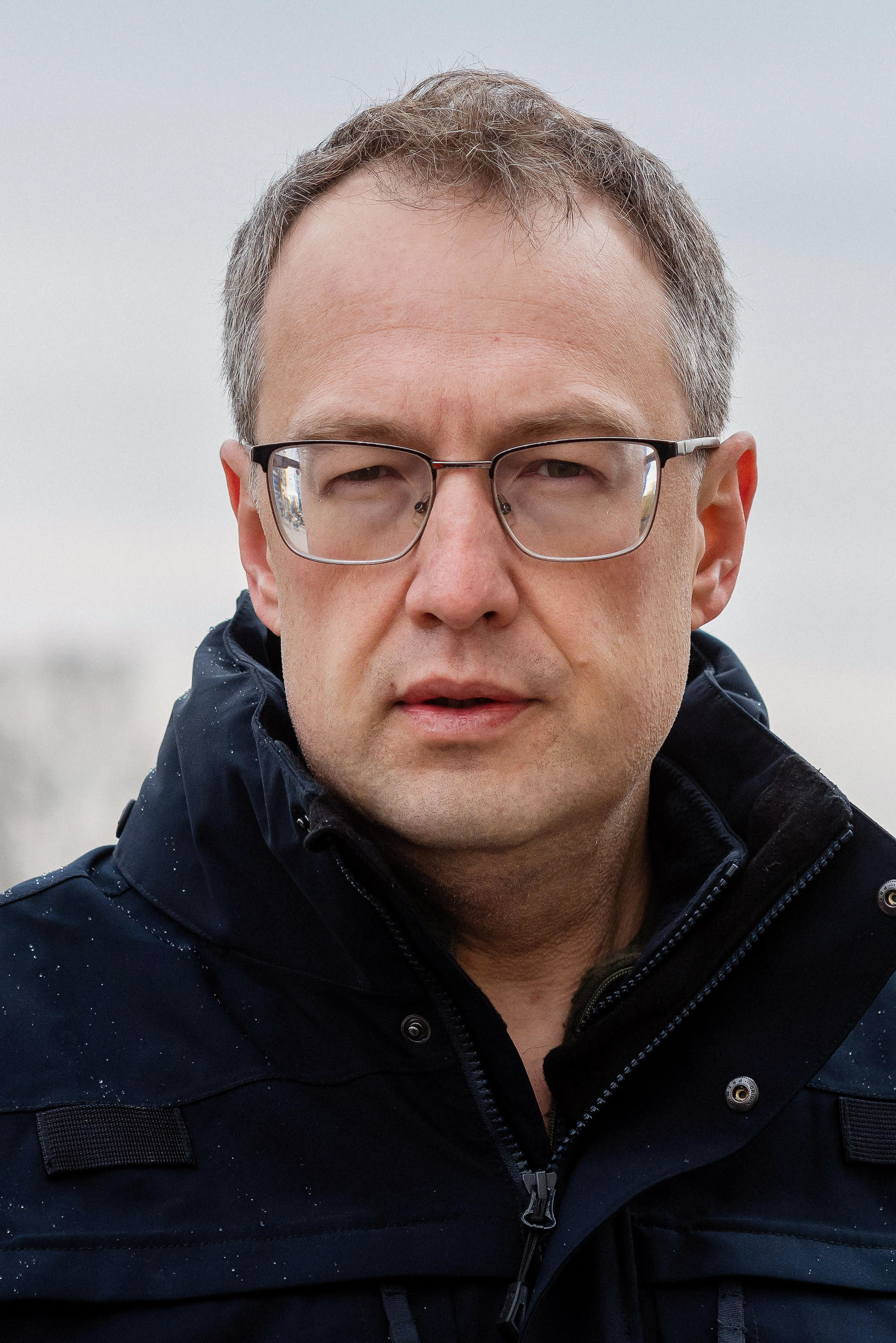
Porträt von Geraschtschenko, 2022

Anton Jurijowytsch Geraschtschenko (ukrainisch Антон Юрійович Геращенко Anton Jurijovyč Heraščenko, * 10. Februar 1979 in Charkiw) ist ein offizieller Berater und ehemaliger stellvertretender Minister des ukrainischen Innenministeriums. Er war von 2014 bis 2019 Mitglied der Werchowna Rada und war u. a. wegen seiner Aktionen Gegenstand eines Attentats, das vom Sicherheitsdienst der Ukraine verhindert wurde.

## Biographie
Als Arsen Awakow im Jahr 2014 Innenminister wurde, wurde Geraschtschenko sein Berater. In dieser Funktion informierte Geraschtschenko Journalisten über die Bildung des Bataillon Donbas, der Brigade Asow und den Abschuss des Malaysia-Airlines-Flug 17.
Geraschtschenko wurde bei den Parlamentswahl 2014 als Vertreter der Volksfront im landesweiten Multimandatsbezirk ins Parlament gewählt; er stand als unabhängiger Kandidat auf Platz 21 der Wahlliste. Er war einer der Gründer einer Separatisten-Datenbank Mirotworez. Er war Sekretär des Ausschusses der Werchowna Rada für die gesetzgeberische Unterstützung der Strafverfolgungsbehörden. Im Parlament war einer seiner Berater auf freiwilliger Basis der künftige Innenminister Denys Monastyrskyj.
Im Januar 2017 wurde bekannt, dass der Sicherheitsdienst der Ukraine ein Attentat auf Geraschtschenko verhindert hatte. Der SBU hatte die beiden Attentäter über einen Monat lang observiert und sie auf frischer Tat mit einem Sprengsatz in ihrem Besitz verhaftet. Der SBU erklärte, die Attentäter seien auf der von Russland annektierten Krim inhaftiert gewesen, bis sie sich bereit erklärten, Geraschtschenko zu ermorden. Der SBU behauptete, dass die Attentäter von Andrei Tichonow koordiniert wurden. Tichonow lebt derzeit in Belgorod und war früher ukrainischer Staatsbürger, der auf der Seite der Volksrepublik Lugansk gegen die Ukraine gekämpft hatte.
An der Parlamentswahl im Juli 2019 nahm er nicht als Kandidat teil. Am 25. September 2019 ernannte ihn das Ministerkabinett zu einem von sechs oder sieben stellvertretenden Ministern des Innenministeriums unter Minister Awakow. Nach dem Rücktritt von Awakows als Innenminister am 15. Juli 2021 wurde Geraschtschenko offizieller Berater des neuen Ministers Monastyrskyj. Geraschtschenko wurde am 4. August 2021 als stellvertretender Minister entlassen. Ende September 2021 wurde er zum Koordinator des neuen „Büros für Unternehmensschutz“ innerhalb des Innenministeriums ernannt.